# 北山村 (長野県)
北山村（きたやまむら）は長野県諏訪郡にあった村。現在の茅野市大字北山にあたる。

## 地理
- 山：朝倉山、カシガリ山、車山、八子ヶ峰、蓼科山、双子山、北横岳、北峰、南峰、三ツ岳、縞枯山、茶臼山、冷山
- 湖沼：蓼科湖（1952年造営）、白樺湖（1946年造営、当初「蓼科大池」）
- 河川：渋川、滝ノ湯川、音無川（いずれも上川支流）、小斉川（滝ノ湯川支流）、常滑川（渋川支流）

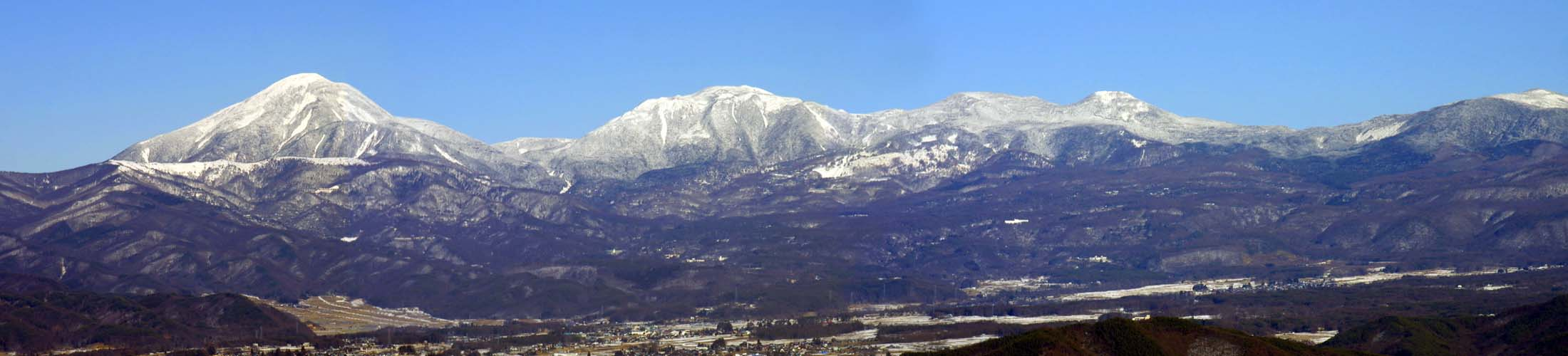
旧北山村域の俯瞰（2005年）。入会地としては左から柏原山（車山・大門峠山麓）、御鹿山（八子ヶ峰山麓）、湯川山（北横岳山麓）、芹ヶ沢山（冷山山麓）と呼ばれる。

## 歴史
北山村は1875年、筑摩県第十四大区第二小区に属する柏原村（→柏原耕地→柏原区）・湯川村（→湯川耕地→湯川区）・芹ヶ沢村（→芹ヶ沢耕地→芹ヶ沢区）および芹ヶ沢村を親村とする糸萱新田村（→糸萱新田耕地→糸萱区）の4村が合併して発足した。
古くから農業を主とし、明治初期には米のほか雑穀（麦・大豆・アワ・ソバ）などを栽培していたが、八ヶ岳山麓の標高1,000m台を耕作地とする寒冷地のため、生産環境は厳しかった。農閑期には住民の多くが屋根葺き用の木板や燃料用の木炭を生産していた。大正時代には養蚕が主力産業となり、村内経済を支えた。一方、江戸時代からの温泉を基盤に明治中期以降、首都圏住民の避暑保養地として蓼科高原の観光地化が本格化。1927年の大霜害を発端とする経済混乱を契機に高原での別荘地経営も始まった。また第二次世界大戦前から戦後にかけて露天掘りによる褐鉄鉱の鉱山が操業した。
1889年に発足した村役場は庁舎を湯川耕地の集落南端に近い宮の脇地籍に置き、昭和に入って浮上した庁舎老朽化による新庁舎建設問題では、役場の設置位置について長く議論が続いたのち、1941年に芹ヶ沢区との区境に接する北山国民学校西向かいの湯川区上溝地籍に新役場を建設した。この庁舎は戦後、町村合併協議中の1954年10月に火災で全焼したものの、直ちに再建を開始し同年末に完成した。
1954年に行われた諏訪郡内の合併議論では、同年9月22日に現在の茅野市域9町村と湖南村・中洲村（現・諏訪市）および原村の計11町村で打ち出した合併基本案について北山村は賛同を見合わせ、湖東村との2村による合併協議を開始した。しかしまもなく湖東村が茅野町（現・茅野市）合併に傾いたことから協議は打ち切られ、翌1955年、北山村も茅野町に合併した。
- 1875年（明治8年）2月18日 - 筑摩県第十四大区第二小区北山村が発足。
- 1876年（明治9年）8月21日 - 筑摩県廃止にともない、長野県南第十四大区第二小区となる。人口2,042人、488世帯
- 1877年（明治10年）2月15日 - 上諏訪警察署管轄になる。
- 1879年（明治11年）1月4日 - 郡区町村編制法施行（大小区制廃止）により長野県諏訪郡となる。
- 1879年（明治11年）6月30日 - 大小区制廃止にともない、米沢村との連合戸長役場（米沢村北山村戸長役場）を清水院跡（米沢村塩沢）に置く。
- 1888年（明治21年） - 上諏訪警察署北山分署（北山・豊平・泉野・湖東・米沢管轄）が設置される。
- 1889年（明治22年）4月1日 - 町村制施行に基づき、北山村役場が発足。初代村長に辰野虎造が就任。
- 1889年（明治22年）- 芹ヶ沢・糸萱新田両耕地が北山村からの分村請願書を[3]、芹ヶ沢村を親村とする湖東村金山新田耕地が北山村への合併請願書[4]をそれぞれ県に提出するも共に実現せず。
- 1920年（大正9年） - 人口2,827人、634世帯（第1回国勢調査）
- 1935年（昭和10年） - 人口2,890人（第3回国勢調査）
- 1941年（昭和16年） - 北山村役場新庁舎を建設。
- 1947年（昭和22年） - 人口3,605人（第5回国勢調査）
- 1954年（昭和29年）10月30日 - 午後4時15分、北山村役場庁舎屋根裏より出火し庁舎全焼[2]。同年末に再建[2]。
- 1955年（昭和30年）2月1日 - ちの町・宮川村・金沢村・玉川村・豊平村・泉野村・湖東村・米沢村と合併して茅野町が発足。同日北山村廃止。

## 農林業

### 養蚕・製糸
北山村の養蚕は、麓の宮川村、玉川村、永明村に次いで明治初期までに早くも自家用の域を超え民業として成立し、1890年には柳沢製糸場（16釜）が村内に起業して小規模ながら製糸も行われた。養蚕は大正期に最盛期を迎え、村内産業の主力となった。1917年現在で村内農家474戸中99%の469戸が手がけ、のちの茅野市域9か村では宮川村、玉川村に次いで多かった。同年には芹ヶ沢、翌1918年には糸萱の両養蚕組合が発足した。1920年から始まった繭価の下落を受けて各農家は収入減を補おうと収繭量の確保に努め、1923年には6年前の1.7倍近い34,054貫を生産した。
しかし1927年の長野県大霜害を皮切りに同年の金融恐慌、1929年の世界恐慌が直撃して繭価が大暴落した。繭価に連動して米など一般の農産物の価格も暴落したため、各農家は多額の負債をかかえ、県内のほかの農村部と同様に「農村恐慌」と呼ばれる経済混乱状態となった。北山村全体の収繭量は1936年には16,341貫と、ピーク時の半分以下に落ち込んだ。こののち、桑質向上のため諏訪郡養蚕部の指導で品種割合を変えた1933年の桑園改植や、蚕品種の統一、飼育法の改善の効果があらわれ、収繭量は1939年に25,153貫まで回復したが、戦中から終戦直後にかけて再び大きく衰退した。
この間、農家自身が製糸経営を行って利益確保を図る「組合製糸」として1929年12月、北山村・湖東村・豊平村および埴原田区を除く米沢村の4村の養蚕農家で保証責任北山浦生糸販売購買利用組合（北山浦製糸組合）が設立され、諏訪地方の組合製糸でつくる産業組合連合会の諏訪生糸販売組合連合会竜上社（のち諏訪生糸販売購買組合連合会竜上社）に加盟した。1933年現在の組合員数は570人。北山村芹ヶ沢区仁反田に釜数108釜の組合製糸工場が設けられ、従業員数は男子15人・女子119人。組合員からの供繭量は36,418貫、生糸製造量は3,777貫で、諏訪地方の8組合製糸では落合、諏訪中央、四賀に次ぐ規模であった。北山浦製糸組合は1943年の農業団体法施行による解散命令を受け、1944年に北山農業会に統合された。
戦後、1947年に北山農業会が解散したことから1948年8月に北山村養蚕農業協同組合が発足した。県内養蚕農協と製糸業界の団体交渉で繭価が決定されるようになったことから、村内養蚕は茅野町合併後の1957年にかけて再び活発に行われるようになった。芹ヶ沢区の組合製糸工場は戦後1950年代初頭まで操業した。

### 稲作

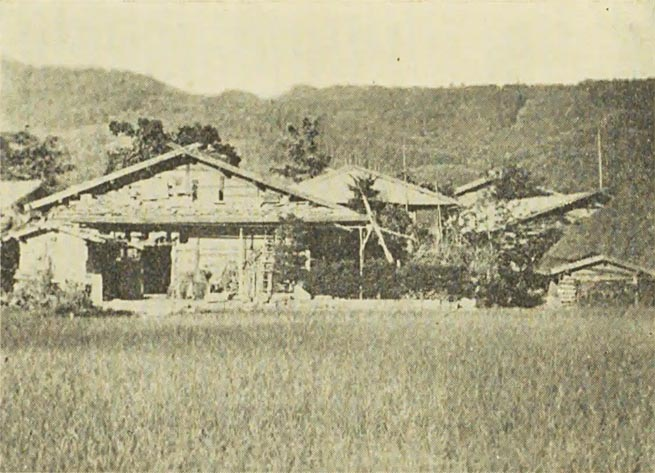
1930年ごろの柏原区屋敷添地籍付近の農家と水田。このころには金肥の施肥や農機具の導入で一定収量が確保できるようになった。

稲作は、栽培限界とされる標高1,250mに近く、土地の肥沃度も低いことから特に冷害を受けやすい環境にあり、田の水口（みなくち）に澱みを作って水温を上げる「ぬるめ」を設けるなどの工夫を古くから行っていたが、明治初期の反収は1875年現在で0.83石と、のちの茅野市域9か村では湖東村に次いで低く、麓の永明村（1.65石）の半分にとどまっていた。このため各農家では、自家消費を抑え現金収入となる販売用の米を少しでも確保するため、近隣他村と同様に米に大根や大根葉、干した漬け物などを混ぜた飯（ヒバ飯）や粟の混ぜ飯を常食にし、蕎麦を食べるなどしていた。
明治中期以降、入会地から刈り取った草を代かき時に敷き込んで田の肥料とする昔ながらの刈敷に加えて、金肥として昭和初期にかけてニシンのしめ粕といった動物性肥料、大豆粕などの植物性肥料、それに過リン酸、硫安などの人工肥料が普及。これに合わせ耐肥性があり冷害に強い品種が作付けされるようになり、定期的に冷害による減収に見舞われつつも、明治末期には反収が2石を超え（1909年村内反収2.11石）、おおむね一定の収量が確保されるようになった。また養蚕を兼業するために、代掻き車や手押し除草機、足踏み脱穀機などの農機具の積極的な導入により、農作業の省力化を図った。
特に低温や低水温、霜、結氷に見舞われやすい水苗代の播種期については、従来から水深を深めに維持する「深水」管理を対策としてきたが、発芽の遅れや苗の腐敗などの障害が多発するため、1930年代から篤農家などの手で考案されたさまざまな対策が試みられた。
戦後、油紙で苗代を覆い保温する「保温折衷苗代」の技術が導入され、安定して育苗することが可能になった。このため、従来標高800m程度の宮川村やちの町を中心に栽培されていた多収穫品種「農林17号」を北山村内でも作付けする農家が増え、1953年における村内の農林17号作付け割合は60%に達した。また1951年に肥料統制が廃止されたことを受け、各農家は窒素肥料を大量に施肥して収量増に励んだ。しかし、1953年7〜8月の長雨と低温で発生した大冷病害では、こうした収量優先の営農方針がいもち病の拡大と不稔につながり被害が深刻化した原因となったため、以後、冷害に強い新品種の作付けに取り組むようになった。
水利の余地がないことから明治以降、新田開発は行われなかったが、戦時体制にともなう食料増産を目的とする特例として1938年5月に湯川区の上の原および下の原の桑園、山林などを水田とすることを目的とする耕地整理組合が設立された。渋川より得られる灌漑水量や地形などの制約から規模は計画より縮小され、1940年に上の原地籍の10ha余を開田して終了した。

### 役畜・用畜

1944年に湯川山の南山地籍に開設された長野県種畜場。高原の大牧場として観光名所や映画ロケ地にもなったが、一帯はのちトヨタ自動車に売却され同社の保養所などになった。

八ヶ岳山麓部では、傾斜地の農耕に従事させるため、役畜の飼育が戦前から戦後にかけて盛んに行われ、日本でも有数の役畜耕作地帯だった。地理的に原野への放牧、飼料となる草の採取が容易で、厩堆肥を火山灰土の土壌に供給できたことが背景にある。北山村では、1949年現在で役馬が294頭、役牛が36頭所有されていた。
特に役馬は2戸に1頭の割合で所有され、村内頭数は9か町村中飛び抜けて多かった。戦後の蓼科高原観光の名物となった観光馬車は、役畜による農耕作業のない夏期に、各農家がこうした馬を活用して生まれたものである。また役牛を好む農家もあり、馬に比べ粗飼料で、生育期間が短く性格が温和で管理が容易である利点があった。
また役畜が盛んである地域であることを背景に、大家畜の牛馬繋養機関として大戦中の1944年4月、蓼科高原の湯川南山に県立の長野県種畜場が松本市から移転新設した。種畜場には長野県役馬利用指導所（1945年-1949年）、長野県畜産技術講習所（1949年-1965年）も併設され、戦後の県内高原地帯で推進された酪農を中心に県内外の畜産振興に寄与した。のち県種畜場は1967年に塩尻市に新設された長野県畜産試験場に集約移転し、跡地は隣接していた北山小学校蓼科分校とともに、当時県企業局と一体となって蓼科開発に巨額投資していたトヨタ自動車に売却されてトヨタ自動車蓼科保養所（現・テラス蓼科）およびトヨタ自動車蓼科ゲストハウスとなった。
このほか、戦前から自給肉用としてウサギが広く飼われ、飼育は家の子どもの仕事とされた。暮れには毛皮商人が各農家を回り、肉は年末年始のごちそうとなった。のちにはアンゴラ繊維を取るアンゴラウサギの飼育も行われた。また山羊を1、2頭飼育し、春から晩秋にかけて1日約2リットル出る乳を沸かして飲用とした。輸出用羊毛のための綿羊も飼育されていた。

### 開拓事業
戦後、復員や引揚にともなう帰農者・新規就農者の収容と食糧増産を目的とする国の開拓事業の一環として、農林省が買収した未墾地に開拓農家が入植した。村内では1950年5月現在で蓼科高原の標高1200メートル付近の中山開拓地（中山開拓農業協同組合、1950年入植開始）に12戸、白樺湖畔の標高1500メートル付近の池の平開拓地（池の平開拓農業協同組合、1949年入植開始）に6戸がそれぞれ入植し、当初は雑穀を中心に、将来的には高原野菜と牧畜へ展開することを目指した農業を開始した。
まもなく蓼科高原、白樺湖の観光開発が本格化したため、池の平開拓地は1950年代後半に、中山開拓地は1960年代前半に、それぞれ観光開発事業者に土地を売却し開拓事業は事実上終焉した。

### 滝之湯堰・大河原堰

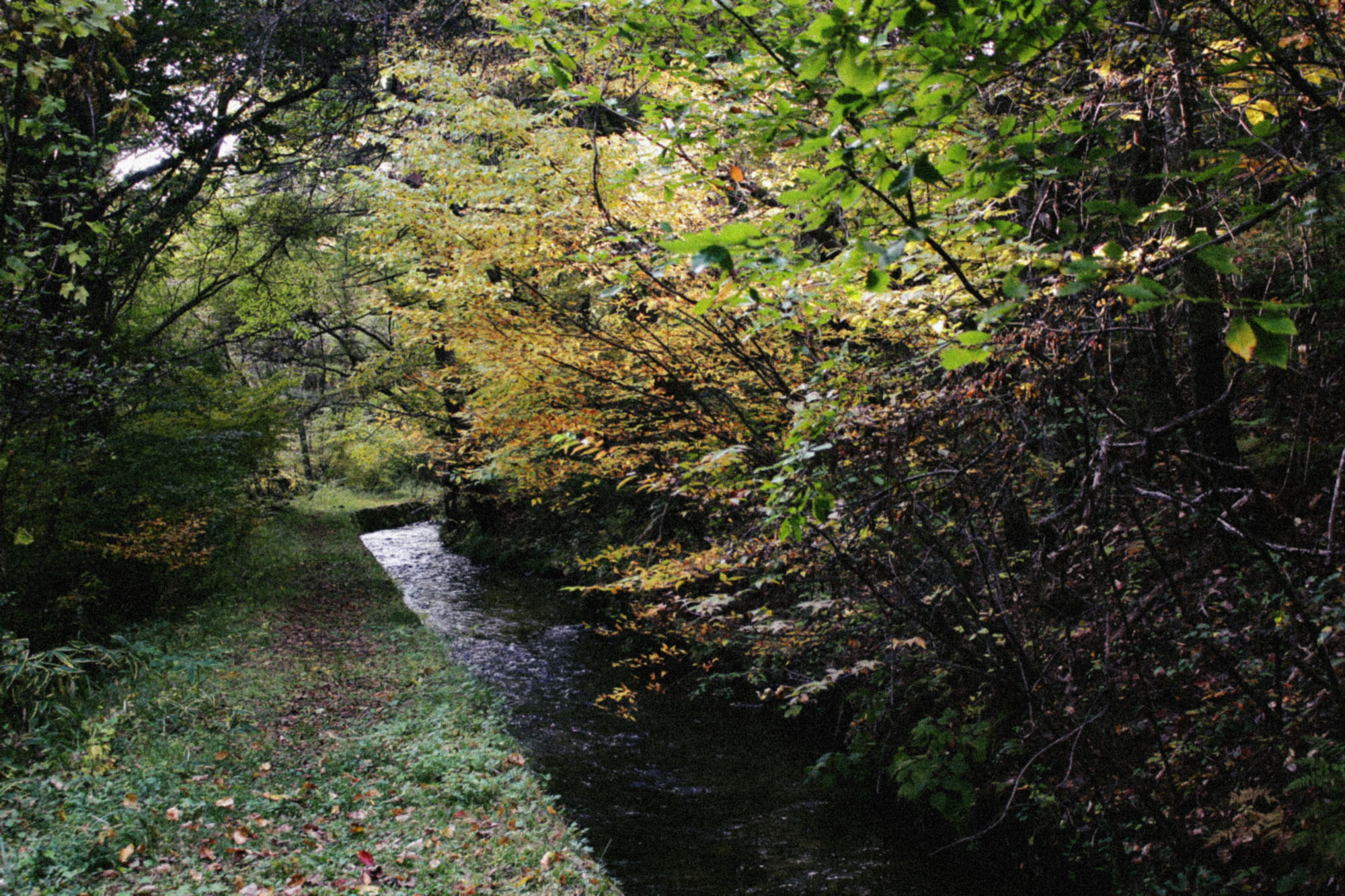
滝ノ湯川から取り入れたのち、小斉川からも蓼科湖経由で揚水し、湯川山の中山地籍から芹ヶ沢山の池ノ胡桃地籍にかけて流下する滝之湯堰。堰は山肌を横切って流れることから「横汐」とも呼ばれた。滝之湯堰の北山村内区間の一部は延宝年間に滝ノ湯川から笹原新田（のち湖東村笹原区）への開削を試みたものの完工しなかった「佐五右衛門堰」が転用されており、さらに下流の繰越堰で渋川からも揚水して同左岸に渡り、糸萱、芹ヶ沢両区を含む計16カ区に分水される。（2015年）

坂本養川が開削し、現在も茅野市域の耕地灌漑に使用されている農業用灌漑水路の滝之湯堰（滝之湯汐、たきのゆせぎ・1785年開削、北山・湖東・豊平3村16区を灌漑）と大河原堰（大河原汐、おおがわらせぎ・1792年開削、玉川・宮川2村12区を灌漑）の2大堰をはじめとする大小の堰が、村内の滝ノ湯川および渋川などの各川から取水している。また戦時中から戦後にかけて、村内の音無川上流域に蓼科大池（現・白樺湖）が、小斉川上流域に蓼科湖がそれぞれ造営され、川や堰に流下させる水の水温を上げて水稲の増産を図った。
八ヶ岳山麓の山浦地方では、江戸時代にすでに本流の水量が分水の限界に達し、堰の新設が不可能となる一方、明治以降、管理が高島藩から流域各区に移管されたため、堰の上流と下流、それに複数の堰の間で、取水割合や堰の修理、経費をめぐる争議「水争い」が多発。茅野市発足後の昭和末期に至るまで、流血や死者をともなう無数の紛争や裁判が続いた。
滝之湯堰では源流の湯川耕地（湯川区）など上流の耕地と下流耕地との間で1888年以降、小競り合いや暴行事件が繰り返し発生したため、1889年には湯川耕地を除く下流15耕地が巡査1人の派遣を上諏訪警察署に請願し、1893年まで巡査が常駐して警備を行った。また1895年には下流の湖東、豊平両村8区が、上流区である北山村各区民の水利妨害による暴力で湖東・豊平村区民が死亡した場合、8区合同で弔慰金200円を支給することなどを定めるなど、激しい紛争が続いた。
こうした対立を解消するため、1890年には流域16区の分水割合を定めた規定を全面的に見直したほか、1893年には滝之湯堰普通水利組合（1951年、滝之湯堰土地改良区に改称）を設立して1897年に各区ごとの組合費納入算定基準を改定。ともに現在に至るまでこの取り決めが存続している。
一方、滝ノ湯川と渋川で取水し、村外を灌漑域とする大河原堰は、延長20kmにおよぶため常に水量不足が問題となり、灌漑域各区間での水争いが多発していたが、源流の北山村内では、両河川で共に大河原堰より下流で取水している滝之湯堰流域各区との間で分水割合を巡る争議がたびたび発生した。
- 横谷事件 - 1948年は田植え期から雨の少ない日が続き、同年6月には大河原堰、滝之湯堰とも末端ではほとんど水が流れてこない状況となった[10][注 6]。糸萱区横谷地籍の渋川にある横谷渓谷の大河原堰揚水地点（乙女滝下流）では6月10日ごろから、渋川の水を大河原堰に取り込もうとする大河原堰関係者（玉川・宮川村）と、それを阻止しようとする滝之湯堰関係者（北山・湖東・豊平村）が集結し衝突[10]。6月13日夜には出動した警官隊の目前で投石による死者1名が出た。こののち滝之湯堰側の北山・湖東・豊平の3村関係者が夜間に豊平村役場で対策会議を開いたところ、大河原堰側の玉川・宮川両村民が庁舎内に乱入して大論争が始まったが、その最中に突如大雨が降り始めたため、水不足が解消したことを悟った両堰関係者は解散し雨の中を帰宅。騒動は自然収束した[10][注 7]。

### 入会林野

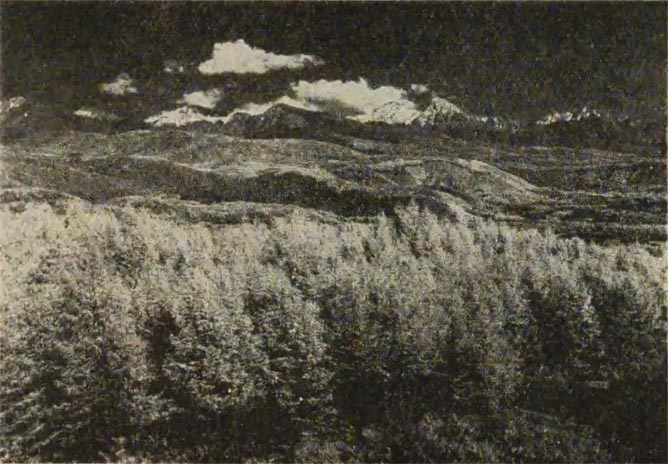
湯川山（湯川財産区）の中山付近から撮影された1935年当時の八ヶ岳山麓。写真左から右に幾重に延びる尾根筋は林越しに手前から北山村芹ヶ沢山（外山財産区、北山村・湖東村計7区入会）、豊平村南大塩山（豊平村・湖東村計7区入会で1888年分割）、豊平村古田山（豊平村・泉野村・玉川村・永明村計12区入会で1930年までに分割）。

入会地は古来より「山」（やま）と呼ばれ、単村または北山村域外を含む複数村で原野を管理し、主に木炭の原料となる薪や、肥料やまぐさ、家萱などに用いる草の採集地として利用していた。大半は完全に森林化した現況と異なり森のない草山で、採集方法や刈り始め・刈り終わりの時期といった入会慣行は、明治以降も1890年代までほぼ江戸時代の慣行を受け継いでいた。
北山村域では明治初期、八ヶ岳山麓の原野に目を付けた出身地不明の士族による「開農社」と称するグループが、湯川村など10村入会の御鹿山（おしかやま）、芹ヶ沢村など7村入会の芹ヶ沢山の払い下げと開拓を筑摩県に申し出たことから、関係村が差し止め嘆願書を県に提出してこれを阻止する事件が起きた。さらに芹ヶ沢山では明治期に、内山・外山双方に入会権を持つ芹ヶ沢区など4区と、外山のみに入会権を持つ中村区など3区が所有権を巡って対立し、大審院まで訴える争いとなった。
また一部が5村の入会地だった柏原村の柏原山では、古来より柏原村民が炭焼や採草を行っていた八子ヶ峰北麓一帯について、後年に同地を源流とする堰を開削した際に柏原村が抗議しなかったことを根拠に自村の所属とすることに成功した佐久郡（のち北佐久郡）芦田村との論争が明治に入っても続いたが、1889年、柏原耕地が専門家2人に鑑定を依頼したところ、共に芦田村の所属であるとの結果になった。さらに外山については明治中期から、共有山ではないとする柏原区と、共有山だとする米沢村北大塩区との論争も始まった。
各入会地は1889年の町村制施行に伴う財産区制度発足に伴い、旧村単位の財産区所有に移行。北山村域では御鹿山の鹿山財産区（北山村湯川・芹ヶ沢・糸萱区、湖東村金山・新井・山口・中村・上菅沢、豊平村下菅沢・福沢区の入会）、芹ヶ沢山の内山財産区（北山村芹ヶ沢・糸萱区、湖東村金山・新井区の入会）と外山（とやま）財産区（内山の4区と湖東村山口、中村、上菅沢区の入会）の各共有財産区と、区単独の財産区として湯川山（滝ノ湯川流域）の湯川財産区、柏原山（音無川流域）の柏原財産区、渋川流域の芹ヶ沢財産区および糸萱財産区、村外である米沢村塩沢区の塩沢財産区（滝ノ湯川上流域左岸の一部）の各財産区が設けられた。
外山財産区および内山財産区所有となった芹ヶ沢山は、大正時代の1917年3月13日に7区が協定を結び、外山財産区について原野運営を共同で行う北山村湖東村一部事務組合（芹ヶ沢山一部事務組合）を設立して各区民ごとの権利割合を明文化した。
柏原財産区のうち、外山の八子ヶ峰北麓については1905年12月20日、芦田村内の池の平付近の土地100町歩余について、芦田村外三村財産組合より立木を含めて4000円余で買い取る契約を結び、残金完済となった1912年7月5日に正式に柏原区の所有となった。また北大塩区との外山の共有権論争については、1909年にかけて大審院まで持ち込む裁判となったのち、1911年に和解契約書を取り交わして車山南麓の一部を北大塩区に分割した。
明治中期以降、金肥の普及により採草需要が減少したことや、1897年の森林法制定で造林が推進されたことで原野の山林化が進み、新たに営林事業が行われるようになったことを受け、近隣他村では共有入会林野の分割解消が行われたところもあったが、北山村内では柏原山外山の一部を除きすべての共有財産区が維持された。
これらの財産区は、のち1960年にトヨタ自動車系列の東洋観光事業が湯川財産区および周辺の塩沢、外山、内山、鹿山財産区有地を買収または賃借して蓼科高原開発を開始したのを皮切りに、昭和末期にかけて長野県企業局（湯川財産区）、蓼科ビレッジ（外山・内山財産区）、共同開発興業（塩沢財産区）、東京不動産（鹿山財産区）、森永製菓（外山財産区）、全国共済農業協同組合連合会（湯川財産区蓼科分区）、長野県綜合開発コンサルタント（柏原財産区）、京王帝都電鉄（柏原財産区、中止）の各外部資本が、主に区有地賃借の形で別荘用地やゴルフ場といった大規模な観光開発を行う基盤となった。このほか鹿山財産区の一部区有地および柏原財産区の白樺湖一帯では、財産区自身が観光開発を行った。

### 農業協同組合
北山村では農村恐慌下の1928年、芹ヶ沢区下小路の四つ辻にあって廃業した雑貨商「大正屋」跡地（のち北山農協芹ヶ沢支所、現在更地）に農業団体有限責任北山信用購買販売組合が設立された。1943年の農業団体法施行により北山養蚕組合など諸団体が統合して1944年に北山農業会が発足し、主に各農家からの米の供出を執り行った。
戦後1947年の農業協同組合法公布に伴い北山農業会は解散し、翌1948年に北山農業協同組合が発足した。本部を湯川区上溝の北山村役場に置き、芹ヶ沢区下小路と湯川区東浦に支所、柏原区宮ノ木と糸萱区鼻崎に米倉庫を置いた。のち1960年に柏原、糸萱区の倉庫を、1982年に芹ヶ沢、湯川区の支所をそれぞれ店舗化して業務を旧村役場庁舎に集約した。
北山農協は1992年にちの、茅野市、原村、富士見町の各農協と合併した諏訪みどり農業協同組合の北山支所を経て2004年、諏訪湖農協と合併して信州諏訪農業協同組合北山支所となった。支所は旧北山村内の4店舗廃止後も存続していたが、2019年に営業所に格下げされたのち、2024年に廃止された。

## 観光

### 村民による温泉経営
村内の湯川山と芹ヶ沢山には、江戸時代に高島藩が所有し湯請人に運営委託していた3温泉（現在の蓼科温泉郷・奥蓼科温泉郷）があり、明治以降、地元住民が県から借り受ける形で営業を行った。北山村発足直後の1879年には次の状況だった（「北山村誌」）。
- 湯川山
  - 滝の湯 - 浴場 3・宿舎 3・年間入湯客 約1,500人
  - 親湯（巌温泉） - 浴場 1・宿舎 3・年間入湯客 約1,300人
- 芹ヶ沢山
  - 渋の湯 - 浴場 2・宿舎 4・年間入湯客 約3,200人

さらに1888年には渋の湯道沿いの横谷渓谷に面した芹ヶ沢山に接する豊平村南大塩山に明治温泉が開業した。
交通の便が悪いため、明治末にかけて近隣各村の高齢農民の自炊湯治を主とする湯治場の状態が続き、外部からの観光客は少なかったが、小説家の伊藤左千夫や日本画家の平福百穂らが、湯川区の歌人、篠原志都児（しづこ）らの招待で親湯に滞在し、高原の温泉地の様子を作品を通して紹介したことを契機に、関東地方や中部地方一帯で知られるようになった。
1903年に渋の湯が芹ヶ沢・糸萱新田財産区に、1909年に滝の湯・親湯が湯川財産区に払い下げられ、ともに10年おきに希望する財産区民が参加した口競りによる入札を行って湯請人（湯坊）を決め経営を請け負わせた。同時期に北山旅舎組合、北山温泉衛生組合、山浦鉱泉組合の各温泉業団体が発足し、道路整備や宿泊料の協定、防火衛生設備の充実や共同広告の実施などを進めた。また明治末期には滝の湯に近い湯川財産区有地内に小斉温泉（小斉の湯）が設けられた。
1900年代には茅野駅と各温泉を結ぶ茅野駅馬車組合の乗合馬車の運行が始まり、夏季を中心に次第に賑わうようになった。1919年には湯川区民で滝の湯の湯請人、矢崎源治が「滝の湯自動車」を創設して小型バスを運行し、茅野駅─湯川間を2時間で結び、1927年には茅野駅─滝の湯間の運行も開始した。同年には芹ヶ沢区民で渋の湯湯請人の辰野茂も「渋の湯自動車」を設立。1929年には矢崎源治や茅野・上諏訪の商店主らが設立した「東諏自動車」が営業を開始し、米フォード社製バスで茅野駅─湯川─小斉の湯間で乗合バスの運行を始めた。
交通機関の発達で、これら北山村内の温泉の湯治客は伊那・佐久地方や山梨県などに拡大した上、夏には避暑・静養を目的とする東京などからの観光客が急増。また大正期から盛んになった八ヶ岳登山も、北八ヶ岳からの縦走者の増加にともない、渋の湯などが登山基地として多く利用されるようになり、1922年には糸萱区の篠原寛によって芹ヶ沢山横谷地籍の横谷峡谷に横谷温泉が新たに開業した。

### 観光開発の始まり

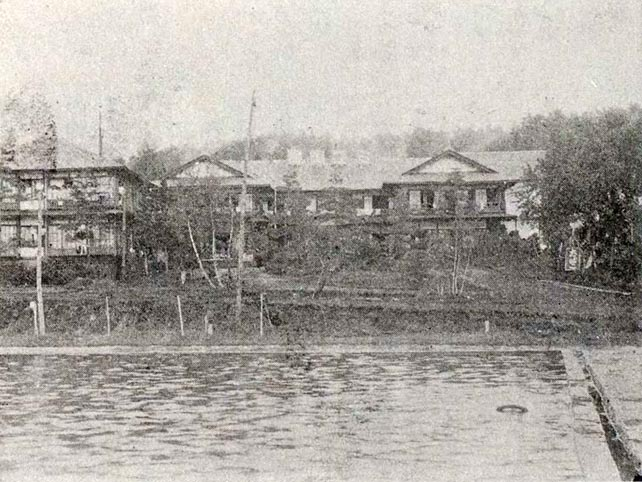
親湯から引湯して栂ノ木平（のちのプール平）に開設した湯川財産区直営旅館の「美遊喜館」と温泉プール（1937年撮影）。プールは現・アルピコリゾート&ライフ本社北側の「プール平駐車場」にあり、美遊喜館と高原ホテルは1930年に湯川区から親湯にかけて整備された「保健郷道路」を挟んだ東側に並んで建った。

1923年8月、上諏訪町高島小学校の校医小沢侃二らは、親湯で虚弱児童の高山保養訓練を行って良好な結果を収め、1924年には「上諏訪児童愛護会」を組織して小斉の湯で保養訓練を行ってその実績が国や医学界に注目された。
湯川財産区は湯請人の手で1927年から1928年にかけて、滝の湯近くの栂ノ木平（下栂ノ木）地籍に、温水プールとしては当時国内最大規模となる全長50メートル1基および25メートル1基の「温泉プール」を持つ財産区直営の旅館「美遊喜館」と「花屋」（まもなく高原ホテルに改称）を開設した。
翌1928年には文部省が小斉の湯から親湯にかけての湯川財産区内の現在のプール平周辺のエリアを「蓼科高原」の名称で高山保養地に指定し、東京高等師範学校附属中学校など東京の各校の寮が建設されたほか、東京各地の尋常小学校などの夏季林間学校が開かれるようになり、美遊喜館や高原ホテルが林間学校の児童生徒を受け入れた。
このあと1942年には入札の結果継続して湯請することができなかった高原ホテル湯請人の牛山勝一が、温水プールの北側に新たに山紫閣を開業。栂ノ木平は戦後、この温泉プールにちなみ「プール平」と名乗った。また北山村内では滝の湯や親湯など既存の温泉や戦後にかけて新たに開業した宿泊施設の多くが温泉プールを設けるようになった。
同時期に当地を襲った農村恐慌を受け、湯川財産区は旅館増設に続き1930年には別荘地経営も開始した。同年5月に蓼科高原初の別荘が建設されたのを皮切りに、1934年には東伏見伯爵家の別荘「蓼科御殿」が建てられるなど、栂ノ木平周辺に次々と別荘が誕生した。土地は売却せずに借地権を与える形を採り、1935年当時の年間借地料は1坪4銭であった。
別荘地化から数年後には早くも「発展は物凄いばかりで俗化の傾向すら萌している」と評せられるほどの変貌を遂げ、湯川財産区有地における高原地帯住家戸数は、開発開始から10年を経た太平洋戦争勃発直前の1941年には288戸にまで増加。これとは別に財産区との別荘建設の用地借受契約も186戸分に達した。同年の避暑・保養観光客の入り込み客数は約3万人に達し、近代型の保養観光地として、戦後の観光開発の基礎となった。
一方芹ヶ沢山外山財産区の渋の湯周辺では、明治温泉がある隣接の豊平村南大塩山（南大塩外六ヶ耕地入会共有地組合所有地）と一体となった観光開発が試みられた。1937年に芹ヶ沢区民の小松栄治が渋の湯の姥の湯源泉から引湯し同地に借地する形で渋之湯小松栄館が開業。翌1938年には渋の湯自動車の辰野茂が、渋の湯の入口にあたる渋の湯道沿いの用地を南大塩外六ヶ耕地入会共有地組合から借地し、渋の湯の稚児の湯源泉から引湯して渋辰野旅館を開業した。
しかしこれら北山村内の観光産業は戦時体制化で加速度的に衰退し、茅野駅と蓼科方面を結ぶバス路線は1943年10月に運休。1944年4月には小斉の湯が日本鋼管諏訪鉱業所の事務所と勤労奉仕隊員の学生宿舎として、滝の湯は東京の産婦人科医院の妊産婦避難施設として、親湯・高原ホテル・美遊喜館の3館は野比海軍病院の保養施設としていずれも所有権ごと強制的に接収された。

### 高原観光の復興

#### 白樺湖

1955年ごろの白樺湖。貸しボートは池の平土地改良区から運営権を得た代行組合が営業した。

柏原財産区有地の池の平に1946年に完成した農業灌漑用温水ため池は、当時の県知事が命名した「蓼科大池」に代わり、柏原区民が考案した「白樺湖」の名称が用いられた。
池の平では、文部省実業学務局所管の実業教育国家統制機関として設立された財団法人実業教育振興中央会（1935年設立、現・公益財団法人産業教育振興中央会）が戦時中の1943年、同地の産業開発に着目して進出した。柏原区長の守矢仁作らと白樺湖造営事業に深く関与するとともに、1944年には同地に高原野菜や酪農の研究を行う「高原農業研究所」を開設した。
1949年には茅野駅－白樺湖間の路線バス1往復の運行が始まり、同年には財産区によるバンガローの経営や観光馬車の営業が始まった。これを受けて高原農業研究所は「高原寮」を開設して学生を中心に一般観光客も対象にした旅館経営に乗り出した。
高原寮はまもなく「池の平ホテル」と改称し、当時湖岸にあった三井不動産の山荘「三井寮」、柏原財産区買収完了後の池の平山番人を務めた柏原区民の両角万仁武が1934年から営んだ茶屋兼スキー小屋「丸万小屋」（雷小屋）を源とする旅館「雷ホテル」、財産区外で池の平に近い芦田村立科八ヶ野の「多留賀沢鉱泉」（樽ヶ沢温泉）の4者で1950年11月20日に白樺湖地区観光協会が発足した。1951年には池の平土地改良区から湖上の管理運営権を得た代行組合によって貸しボートの営業が始まり、1952年には白樺湖旅館組合が発足。1953年には池の名称が正式に白樺湖に改められた。
柏原財産区では土地の賃貸料やバンガローなどの事業収益をもとに白樺湖周辺に旅館やホテルの宿泊施設を建設するなど観光開発を推進し、湖東村金山区の保科尚文による「ヒュッテ山善」（1951年）などが次々に開業した。1954年には無線電話の回線が貸しボートのボートハウスを兼ねた池の平土地改良区事務所に開設されたほか、西白樺湖までの郵便物集配も始まった。

#### 蓼科高原

築造された蓼科湖の南岸に中山開拓団が建てたバンガロー。「蓼科湖のバンガロー村」として知られた（1950年代後半）。

湯川財産区有地の蓼科高原では1948年5月、小型バス3台、1日4往復体制で諏訪自動車による茅野駅とのバス路線が再開され、同年6月から8月までの夏山輸送期間中に2万5000人、翌1949年の同期には5万3000人を輸送した。1949年5月には蓼科観光協会が発足し、温泉保養地から観光地への脱皮を目指して初の観光ポスターを作成。茅野駅構内に観光案内所を開設して観光宣伝事業を始めた。プール平では観光貸馬数十頭の基地（立場）のほか、「万葉堂」などの土産物店・飲食店が建ち並ぶ「蓼科銀座」と呼ばれる通りが出現した。
一方1952年には、湯川区出身者中心の中山開拓団が農業開拓に携わっていたプール平の入り口にあたる湯川山の採草地に、温水ため池「蓼科湖」が築造され、蓼科高原の範囲が中山地籍や南山地籍に広がった。これに合わせて開拓団員の手で同年、湖の南岸に23棟のバンガローが建設されたのを皮切りに、湖岸には次々とバンガローが設けられた。
この年には戦前からの滝の湯・親湯・小斉の湯（1954年、「蓼科観光ホテル」に改称）・高原ホテル・三幸館（旧美遊喜館）・山紫閣の蓼科高原6湯請人が出資して蓼科観光株式会社が設立され、蓼科湖畔の観光開発を湯川区から受託。冬季の観光客誘致を目指して天然スケートリンクの整備に取り組んだほか、自家用バス2台を購入して無償で観光客を輸送。同社のスキームによって他村の温泉経営者も加わる形で「湖畔ホテル」と「蓼科湖ホテル」が開業し、土産物店として「蓼科湖ハウス」やプール平の「万葉堂」が蓼科湖畔にも出店した。
湯川財産区はこの間も、蓼科6温泉の営業は10年ごとの入札請負制に基づいて落札した財産区民にしか認めなかったが、経営者が固定しないため事業急拡大を目論んだ設備投資がしにくい弊害があった。このため湯川財産区が1960年に6温泉や蓼科湖などを含む周辺206haを一括して東洋観光事業株式会社（トヨタ自動車販売子会社、のち松本電気鉄道子会社）に3億円で売却した際、6温泉はいったん東洋観光事業の所有となったあと、それぞれの湯請人が買い戻しまたは借り受ける形で経営を継続した。

#### 奥蓼科
芹ヶ沢山外山財産区の渋の湯は天狗岳への登山口に面していることから、終戦と共に訪れた登山ブームを受けて渋の湯や渋の湯道沿いの各温泉では特に登山客の利用が急増。1950年代半ばには外山財産区から豊平村南大塩山にかけての一帯を「奥蓼科」と名乗るようになった。
姥の湯源泉を引く小松栄館は1950年、「渋の湯ホテル」に改称して登山客の宿泊に力を入れ、1953年には御殿の湯と同年発見の源泉長寿湯の2源泉を引いた旅館「渋御殿湯」が新たに開業した。また戦時中日本鋼管鉱業諏訪鉱業所の明治鉱宿舎に使われて閉業状態であった豊平村南大塩山の明治温泉では、宿泊客の急増で1949年に客室を増築、1952年には奥蓼科地域で初となるタイル貼りの浴場を新設した。
横谷温泉は1938年に施設が全焼する火災に見舞われたが、1953年に創業者の篠原寛によって再建を果たし営業を再開した。また渋辰野旅館（辰野館）は1956年、八ヶ岳稜線の登山道に面した麦草峠付近の白駒池（南佐久郡北牧村）にあった「麦草小屋」を元に旅館「白駒荘」を開設した。

### 蓼科湖築造の背景:農業水利と別荘地開発の対立

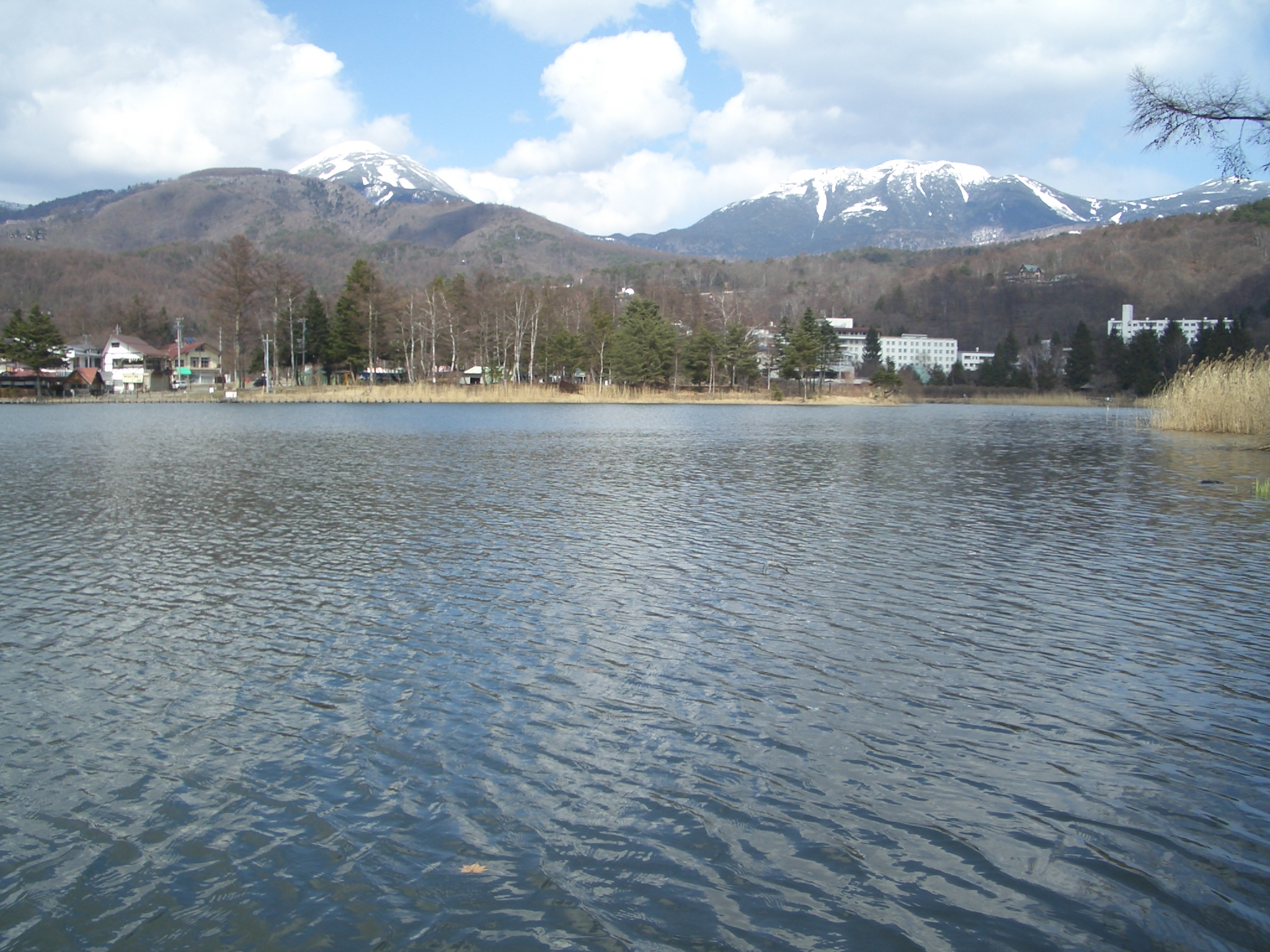
湯川山の採草地に築造された蓼科湖。滝之湯堰に安定的に水を供給するため、写真右手奥から流れ込む小斉川の水を貯水している。（2008年）

湯川中山の採草地に1952年完成した蓼科湖は、滝ノ湯川支流の小斉川の水を旧来より堰に利用していた滝之湯堰側と、湯川財産区が開発を始めたばかりの別荘地への利水を目論んだ湯川区との、1930年代の水争いが発端となって誕生した。
北山村内の芹ヶ沢区および糸萱区と豊平村、湖東村の滝之湯堰流域計16区でつくる滝之湯堰普通水利組合（現・滝之湯堰土地改良区）は1930年ごろ、流末の渇水予防のために流域に貯水池を築造する構想を持っていた。その矢先の1933年、湯川区は財産区が開発した小斉地籍の別荘地に供給する水を確保するため、栂ノ木平（プール平）東方の沢にある小斉川の湧水部をコンクリートで固めて引水する工事を行った。
これに対し滝之湯堰側は水利妨害排除の訴訟と仮処分の申請を行い、警察立ち会いのもと、滝之湯堰側は滝ノ湯川源流域にある城の平地籍の湧水を飲用水として湯川財産区の別荘地に供給することを認める一方で、小斉川湧水部については湯川区がコンクリート構造物を撤去し原状復帰すること、および将来の滝之湯堰貯水池建設時には湯川区が滝之湯堰普通水利組合に一時金を寄付することを取り決めた協定が両者間で結ばれた。
しかし湯川区側はその後も協定に基づく原状復帰を履行しなかったため、滝之湯堰側は協定の取り消し請求と再度の訴訟を起こすとともに、1935年には湯川区が撤去しようとしない湧水の構造物を取り除く工事を始めた滝之湯堰側に対し、湯川区民が詰めかけてこれを阻止しようとしたため、滝之湯堰関係区民も集結して数百人が栂ノ木平の広場（現・プール平テニスコート周辺）で対峙する、後年プール平事件と呼ばれる衝突が起きるなど、両者間で刑事事件や民事訴訟が相次いで発生した。
1936年、上諏訪警察署長の調停で湯川区が滝之湯堰普通水利組合に寄付金を支払って和解したのち、戦後の1949年になって、湖の管理と農業水利権は滝之湯堰が、ボートやスケートなどの湖面利用および養魚といった観光利用権は湯川区が持つ条件で、堰と湯川区の両者負担により、湯川財産区内の現在地に小斉川の貯水池を建設することで一致した。湖は長野県の土地改良事業として県単工事で築造され、以後滝之湯堰と湯川区との水争いはなくなった。
しかしこののち別荘地開発と農業水利に関わる同様の紛争は、観光開発の拡大に伴い、サカサ川水論（大河原堰×芹ヶ沢山内山・外山財産区、1964年～1973年）、蓼科山麓保健休養地開発水利論争（大河原堰×長野県公営企業局、1970年）などに広がっていくことになった。

## 諏訪鉄山
北山村内芹ヶ沢山の鉄鉱石鉱床は古くから知られ、元亀・天正年間に武田信玄が当地で鉄の精錬を行ったという言い伝えもあった。鉱床は主に酸化鉄などを含有する褐鉄鉱で構成され、硫酸酸性の鉱泉成分が旧石器時代にかけて沢の緩傾斜地に沈殿し形成されたとみられている。
1879年5月には湯川耕地の柳沢幸助らが芹ヶ沢山外山の石安場（いしやすべ、いしやすば・石遊場）で「赤油岩」を発見し、内務省が東京農学校で分析し褐鉄鉱との結論を得た。大正初期には芹ヶ沢山外山財産区内の鉱業権設定区域を芹ヶ沢区などでつくる北山村湖東村一部事務組合から賃借して東京市本郷区の鉱業代理人、西村三木雄が小規模な試掘を行ったが、鉄鋼の強度や靭性を低下させる製鉄上の不純物であるリンの含有量が高い含燐褐鉄鉱であることから、長らく開発は行われなかった。

### 日本鋼管諏訪鉱業所

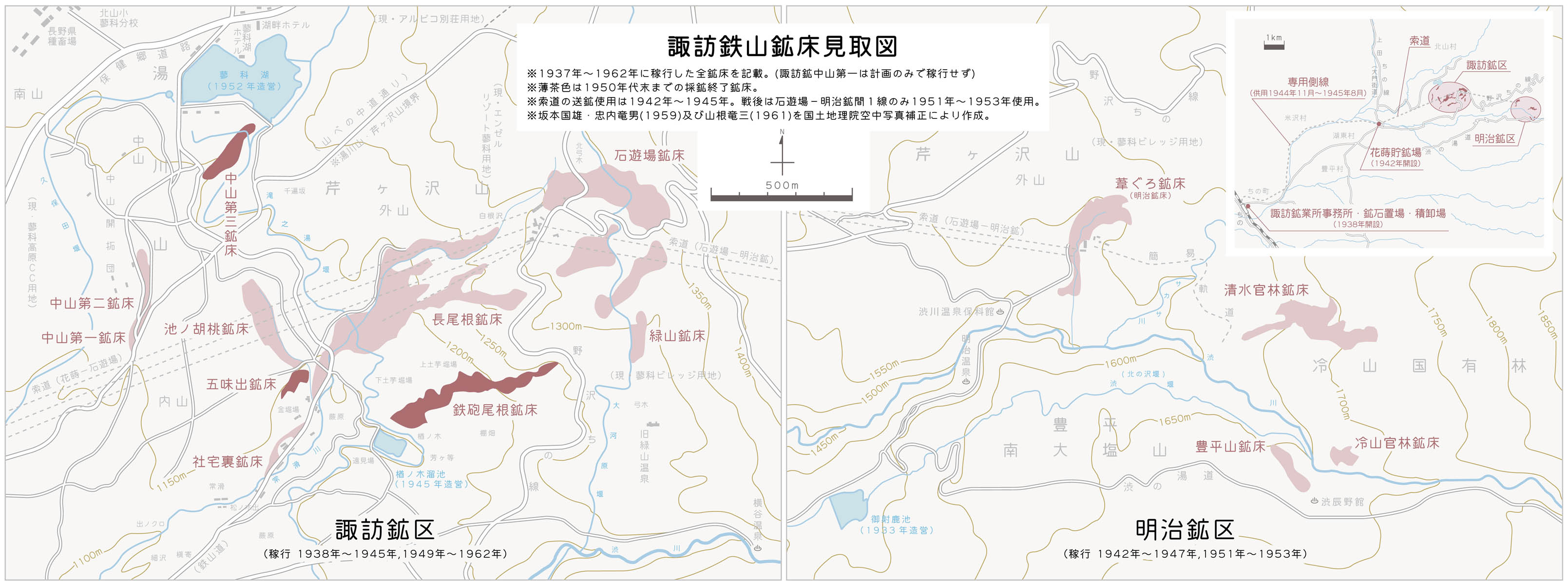
諏訪鉄山の諏訪鉱区で操業開始から閉山までに褐鉄鉱採掘が行われた鉱床。湯川山（湯川財産区）の中山第一～第三鉱床を除き明治鉱区も含めてすべて芹ヶ沢山（外山財産区および芹ヶ沢・糸萱区民の私有農地）にあった。

浅野財閥傘下の日本鋼管株式会社（現・JFEエンジニアリング）は1928年、西村より鉱業権を譲受し、北山村湖東村一部事務組合の許可を得て試掘を開始した。
日本鋼管は芹ヶ沢山の含燐褐鉄鉱について、トーマス転炉製鋼法を用いる新しい製鋼法を採用して製鋼利用するめどを立て、日中戦争勃発の1937年に直営の日本鋼管諏訪鉱業所を設置。翌1938年に日本鋼管川崎製鉄所（のち日本鋼管京浜製鉄所、現・JFEスチール東日本製鉄所京浜地区）に20tトーマス転炉5基を持つ工場が操業を開始したことを受け、関東運輸株式会社（旧・浅野同族株式会社回漕部）が下請けとして鉱業所を運営し、露天掘りによる鉄鉱石の採掘を本格化させた。1944年には日本鋼管傘下の鉱業関係会社と直営鉱業所を統合して設立された戦時国策会社の日本鋼管鉱業株式会社に移管され、日本鋼管鉱業諏訪鉱業所となった。

#### 鉱区・設備
鉱区は含燐褐鉄鉱を産出する諏訪鉱区（諏訪鉱）の石遊場・緑山・長尾根・池ノ胡桃・五味出・鉄砲尾根・社宅裏鉱床と中山第一、中山第二、中山第三鉱床、リン含有量の低い普通褐鉄鉱を産出する明治鉱区（明治鉱）の葦ぐろ・豊平山・冷山官林鉱床と清水官林鉱床（1952年から約3年稼行）で、いずれも機械力に依らない人力による露天掘りであった。
主力である諏訪鉱区は芹ヶ沢山から湯川山にかけての約2km四方内にある沢筋を中心に各鉱床が点在する小規模鉱山で、最大の長尾根鉱床で長さ600m幅170m、1950年代前半まで鉱業所の中心となった石遊場鉱床は東西360m南北110m、厚さはおおむね2mから10mであった。終戦までは長尾根鉱床および石遊場鉱床、池ノ胡桃鉱床が稼行の中心で、戦後は1950年代前半まで石遊場鉱床で稼行したほか、新たに鉱床を確認した緑山鉱床、鉄砲尾根鉱床、中山第三鉱床などに稼行が移った。
褐鉄鉱は含燐の諏訪鉱、普通の明治鉱とも低品位（鉄含有率45%未満）であったため、戦時末期には石遊場に鉱物中の酸化鉄を還元する簡易焼結炉20基を設け、鉄含有率を45%以上に引き上げた焼結鉱を作って日本鋼管川崎製鉄所へ送鉱した。コンクリート製600t貯鉱槽2基を石遊場に、また同2000t貯鉱槽1基を芹ヶ沢神社（芹ヶ沢子之社）と湖東村山口区花蒔地籍の間にある芹ヶ沢区下島（花蒔下）の渋川南岸段丘崖に設け、明治鉱─石遊場 (2.9 km)・石遊場─花蒔 (4.6 km) に鉱石輸送用のバケットを設けた索道を設置。1942年には明治鉱─石遊場間を3線に、石遊場─花蒔間を2線に増強した。花蒔までの鉱石搬出は約40分を要した。
茅野駅構内北東側には側線に隣接する高さ2mほどのコンクリート擁壁上に設けた約2,000坪の敷地（のちの茅野市民会館および同駐車場用地、現・茅野市民館の一部）に諏訪鉱業所事務所と鉱石置場、鉱石積込場を置き、花蒔貯鉱場からトラックで輸送した鉱石を擁壁下の駅構内側線に停めた貨車上に直接積み卸した。1943年には鉄道省名古屋鉄道局茅野自動車区の省営トラック（国鉄トラック）北山線が開設され、省営トラックで隊列を編成したピストン輸送が行われた。

#### 戦時体制とその崩壊
軍需省が要求する送鉱量の急増に省営トラックの輸送力が追いつかなくなったことから、同省は1943年12月、戦時特例の「特殊専用側線」制度を適用して当時鉱業所を運営していた日本鋼管に鉱石輸送用の茅野駅専用側線（俗に諏訪鉄山鉄道とも呼ばれた）を翌1944年9月までに敷設するよう命じた。花蒔貯鉱場から上川沿いに米沢村、永明村を経て茅野駅に達する約10kmの駅専用側線は運輸通信省が建設を受託施工し、鉱業所が日本鋼管鉱業に移管された後の1944年末に供用を開始。国鉄上諏訪機関区のC12形蒸気機関車が乗り入れて輸送を始めた。
しかし中央本線の輸送力が平時から貧弱であったことと、戦局の急速な悪化を受けて既に国内の鉄道貨物輸送は混乱状態で空き貨車を手配することすら困難であったことから、軍需省の現実離れした過大な計画どおりに京浜地区に送鉱することはそもそも不可能だった。さらに1945年に入ると地方都市への空襲も激化して製鉄所への鉱石輸送は麻痺状態に陥り、各地からの送鉱が実質的に途絶えたことで国内の鉄鋼生産は停止状態に陥った。日本鋼管川崎製鉄所では原料不足から同年2月の第3高炉休風を皮切りに高炉の休風が相次いで7月には全高炉が休風したためトーマス転炉も稼働を停止。諏訪鉱区産の含燐褐鉄鉱を原料とした製鉄は不可能となった。
しかし軍部はなおも連合軍上陸後の「本土決戦」における製鉄拠点であるとして、諏訪鉄山を「非常措置」の対象とし、「諏訪地方決戦製鉄設備急設要項」と称する計画策定を始めた。そして山梨県の日本電化工業日下部工場に送鉱して鉄鉱および化学肥料の生産を行う現地製鉄作業案を内示したものの、程なく終戦を迎えて諏訪鉱業所の採鉱作業は終了した。鉱業所最大の鉱床であった長尾根鉱床は、この戦時末期の濫掘で終戦時にはほぼ鉱床を掘り尽くした。
1944年8月現在の鉱山労働者は1,639人で、内訳は鉱山作業員が鉱員328人、徴用工221人、臨時工69人。建設作業員が鉱員339人、徴用工682人。徴用工は諏訪郡内で兵役に服していなかった壮年男性約700人と、朝鮮半島の朝鮮人青壮年約200人で、ともに石遊場近くの緑山温泉に収容され採鉱作業に従事した。また立命館大学学生20人、諏訪中学校4年生100人が勤労奉仕隊員として小斉の湯に収容され、中学生は二交代制で石遊場での焼結作業に従事したほか、横浜に収容されていた連合国軍（アメリカ・イギリス・オランダ）捕虜約250人が長尾根近くの収容所に移送され採鉱作業に従事していた。
終戦後、9月10日に連合国軍兵士は横浜に、朝鮮人徴用工は博多にそれぞれ引き揚げた。鉱業所では明治鉱床で普通褐鉄鉱の採掘がごく小規模に継続されたもののほぼ休山状態となった。諏訪鉱業所は翌1946年からのインフレ激化の中、化学肥料原料として特にリン含有量の高い燐鉱および鉄明礬石鉱の生産を試みて操業を再開したものの、再開後に採算割れが判明し、納入先に見込んだ企業も肥料生産事業を見合わせたため再び休山に追い込まれた。
軍需を背景に国家総動員体制が供給する安価で大量の労務者に支えられた戦時中から一転して窮地に陥った諏訪鉱業所は、農機具の製造のほか、戦時体制で没落した蓼科高原に観光客が戻ることはないと踏み鉱業所の事業として別荘建屋を買い集めて運び去り戦災地が広がる住宅難の東京で販売する珍策までも行おうとした。鉱業所の経営が迷走混乱する中、1947年には供用開始以来目的を果たすことができなかった茅野駅専用側線がわずか2年余で全面撤去された。
日本鋼管は1949年1月、側線用地を沿線の地元町村に無償譲渡した。北山、米沢、湖東、豊平の4村は、長野県が戦後策定した「八ヶ岳総合開発計画」に基づく交通機関整備の一環として、側線跡地を「北山鉄道」として復活させようと同月から運輸省、農林省、長野県などに陳情を繰り返したものの実現せず、用地は1951年1月に北山、米沢、ちのの各町村道に認可されて一般道路となり、「鉄山道路」と通称された。

### 諏訪鉱業開発諏訪鉱業所

諏訪鉱業開発時代の鉱床切羽の写真（撮影年不詳）。長尾根、石遊場鉱床の可能性もあるが稼行時期から鉄砲尾根鉱床の上部とみられる。

日本鋼管は1948年5月、諏訪興業株式会社を設立し、関東運輸による操業開始時から鉄山運営を指揮してきた日本鋼管鉱業諏訪鉱業所所長の高野太治郎を社長に据えて諏訪鉱業所の鉱業権を譲渡した。日本鋼管川崎製鉄所では翌1949年6月、戦時中に休風した全高炉のうち第4高炉が火入れを行って復旧したことを受け、同年7月にトーマス転炉も操業を再開して含燐褐鉄鉱の受け入れが可能になった。鉱業所も本格的に操業を再開し。1950年には諏訪鉱業開発株式会社に改称した。
諏訪鉱業開発は諏訪鉄山撤退時点でも日本鋼管が株式の35%を保有する筆頭株主で、本社は東京都千代田区神田錦町の日本鋼管神田橋分室に置き、諏訪鉄山の施設のほか、茅野駅に隣接する鉱業所事務所、鉱石置場、鉱石積込場を承継した。計画生産能力は諏訪鉱（含燐褐鉄鉱）が月産5,000t、明治鉱（普通褐鉄鉱）が同1,500t。1950年の朝鮮戦争勃発で採鉱量が急伸し、1953年にかけて毎年年産5万t以上、月産4,500t前後の褐鉄鉱を産出した。
採掘した褐鉄鉱は石遊場の切羽で直接トラックに積み込み茅野駅まで輸送して発送した。明治鉱は索道で石遊場に送っており、明治鉱のうち1952年夏から採掘が始まった清水官林鉱床はガソリン動力の軌道で明治採鉱場まで運んでいた。ピーク時の1951年の従業員数は約150人だった。

#### 急速な鉱床の枯渇
太平洋戦争中に鉱床がほぼ尽きていた長尾根鉱床に加え、朝鮮戦争が終結した1953年には他の各鉱床でも採鉱に耐えうる鉱石が尽き始めたことから、諏訪鉱業所の生産量は同年以降、縮小に転じた。諏訪鉱業開発は諏訪鉄山の資源枯渇を見越して1952年から1960年にかけて全国各地の小規模な低品位褐鉄鉱山などの鉱業権を多数譲受し、このうち秋田鉱業所（秋田県）、青森鉱業所（青森県）、尾勢鉱業所（岐阜県）、伊那鉱業所（長野県伊那市）、網走鉱業所（北海道）、豊栄鉱業所（長野県埴科郡豊栄村）の各鉱業所を開設。採掘が終了した明治鉱から石遊場までの索道設備を撤去して1956年開設の秋田鉱業所に移設するなど、縮小が不可避となった諏訪鉱業所の設備や資機材、従業員をこれら他地域の鉱山に続々と転出させていた。
戦後の操業本格化からわずか10年後の1959年には、主力鉱床だった石遊場を含む7鉱床が枯渇で既に採鉱終了に追い込まれて撤退もしくは残鉱整理のみを行っており、稼行中の鉱床は糸萱上の鉄砲尾根鉱床と五味出鉱床、それに大部分が採掘済みだった湯川山の中山第三鉱床の計3切羽。長尾根鉱床での残鉱整理分を合わせた生産量は、最盛期の3割にも満たない月産約1,200t程度であった。現地事務所は糸萱区金堀場地籍に集約して同地籍の事務所下手に売店と社宅、飯場と火薬庫を常滑地籍に置き、蕨原地籍の貯鉱槽（第一万石）で鉱石をトラックに積み込んで茅野駅の鉱業所鉱石置場に運んだ。
減少する諏訪鉄山の可採鉱量把握のため、周辺の金堀場、蕨原、楢ノ木、芳ヶ等、遠見場地籍などでは、1959年から1962年にかけて通産省東京通商産業局による試験探鉱が繰り返し実施された。新たな褐鉄鉱鉱床は確認できたものの、厚さ1mに満たない薄いものしかなく、さらに鉱床上の表土は厚く鉱石も土状の粉体を中心としたもので且つ低品位であることから、1962年に「企業化は困難」との結論に至った。諏訪鉱業開発は同年8月10日に諏訪鉱業所の操業を打ち切って諏訪地方から撤退し、諏訪鉄山は休山期を挟んでわずか20年余の稼行で閉山した。

## 電力
諏訪地方では明治から大正初期にかけて諏訪電気株式会社が電力供給区域を逐次拡大していたが、北山村では同社の供給開始を待たずに1915年5月18日、村会議員の篠原重蔵が自宅所在地に地元の滝ノ湯川を利用した発電を目的とする湯川水力電気株式会社を設立し、湯川区と電力供給契約を締結した。
功徳寺近くの湯川区寺裏地籍の滝ノ湯川にフランシス水車を用いたメーカー不詳の直流発電機（出力6kw）による発電所（のち湯川電気第一湯川発電所→諏訪電気湯川発電所）を建設し、同年11月に湯川区で送電を開始した。発電量が小さく、送電最大電圧は200Vと極めて低圧であったことから、区内でも発電所から遠い家では照明が暗い難点があった。
篠原は1916年1月に北山村長に就任したが、1917年9月には村長を退任して会社を増資し湯川電気株式会社に改称。翌1918年、柏原区多々羅沢地籍の音無川に発電量の大きい水路式の交流発電機（出力70kw、最大電圧2,500V）による第二音無川発電所（のち諏訪電気音無川発電所、1931年廃止）を建設して北山村全域への送電を開始した。1921年に諏訪電気に買収された。

## 文化
江戸時代、上諏訪の町人を起点に諏訪郡一円に広まった俳諧熱は明治以降も続き、北山村でも郡内各村と同じく俳句、短歌に親しむ村民が多く、明治中期以降、結社や研究会が結成された。
- 荻原春堂（玄寄、1807年-1886年） - 俳人。湯川区民。
- 北澤鹿右衛門（饒楽、1858年-1886年） - 俳人。芹ヶ沢区民。
- 篠原志都児（しづこ、本名・篠原円太、1881年-1918年） - 歌人。伊藤左千夫門下。湯川区民で農業を営みつつ短歌研究や作歌活動に精通し、同門で諏訪郡上諏訪町角間区出身の島木赤彦をはじめ、長塚節、斉藤茂吉らとの交友も深く、赤彦らが1903年に創刊した諏訪地方の文学雑誌『氷むろ』（比牟呂）同人としても活動。大正初期にかけて「田園歌人」として名を成した。蓼科高原を避暑保養地として広く知らしめるきっかけをつくったことでも知られる。短歌結社「北山短歌会」を結成。
- 両角竹舟郎（1882年-1954年） - 俳人。高浜虚子門下。柏原区民で、虚子による定型・季題の伝統を守り、諏訪地方の俳句界に貢献。俳句結社「交阿会」を結成。

## 教育
北山村域では1873年の学制頒布を受けて歓喜小校（柏原村歓喜院境内）、旭映小校（湯川学校・湯川村功徳寺境内）、開宗小校（芹ヶ沢学校・芹ヶ沢村泉渋院境内）がそれぞれ開校。1885年の教育令改正を受けた連合村単位の学区設定では、米沢村北大塩学校を本校とし、湯川、芹ヶ沢、埴原田の各校は同校に合併して支校となった。
1889年の連合村制度廃止と町村制施行に伴い北大塩学校から分離し、湯川区に北山尋常小学校、芹ヶ沢区に北山尋常小学校芹ヶ沢分教場が設置された。芹ヶ沢分教場は尋常科3年までを受け持ち、分教場児童も尋常科最終学年の4年次のみ湯川の本校に通った。1900年、小学校令改正に伴い高等科を設置し北山尋常高等小学校に改称。1901年12月22日、湯川区と芹ヶ沢区の中間地点にあたる高台の湯川区上溝地籍に木造2階建ての新様式校舎を新築し本校および分教場を統合した。開校記念日（運動会）は参加する村民のために年末を避けて2か月前倒し、10月22日と決めた。当時の児童数346人。旧芹ヶ沢村の新田で湖東村へ編入された湖東村新井、金山区も当初の通学区となっていた。

### 高等学校
- 長野県永明高等学校北山分校 - 定時制分校、1948年5月開校。湖東分校（定時制）と統合して1952年閉校し、花蒔分校（湖東村山口区花蒔、現・花蒔公園）となる。

### 中学校
- 北山村立北山中学校 - 北山小学校と校舎共用の形で1947年開校。湖東村との組合立化による校舎設置構想もあったが、北山村単独で1952年、小学校隣接地の湯川区炭焼場地籍（現・茅野市北山保育園）に校舎新設。のち茅野町立北山中学校。1958年に茅野町立北部中学校北山部となり、校舎が完成した1960年、米沢部、湖東部、豊平部とともに茅野市立北部中学校に統合。

### 小学校
- 北山村立北山小学校 - 旧称は北山村立北山尋常小学校（1889年-1900年）、北山村立北山尋常高等小学校（1900年-1941年）、北山村立北山国民学校（1941年-1947年）。1901年建設の初代校舎（北校舎）が老朽化に伴う耐久性検査の結果使用禁止となったため、1954年に西体操場を残して木造2階建ての二代目校舎に建て替えた。のち茅野町立北山小学校。現・茅野市立北山小学校。
  - 北山村立北山小学校蓼科分校 - 蓼科湖周辺の中山開拓地12戸の児童を対象に、湯川南山の長野県種畜場隣接地に1953年6月1日開校。のち茅野市立北山小学校蓼科分校。蓼科有料道路開通で路線バスの運行本数が増えたことなどを受け1963年閉校。跡地はトヨタ自動車が1970年に建立した蓼科山聖光寺に転用された。

## 宗教
（1876年現在）

### 神社
- 子之社（芹ヶ沢区）- 村社、祭神・大巳貴命
- 子之社（湯川区）- 村社、祭神・大巳貴命
- 子之社（柏原区）- 村社、祭神・大巳貴命
- 子之社（糸萱区）- 村社、祭神・大巳貴命

### 寺院
- 歓喜院（柏原区）- 浄土宗知恩院末寺
- 観音堂（柏原区）- 浄土宗歓喜院末派
- 功徳寺（湯川区）- 浄土宗知恩院末派
- 泉澁院（芹ヶ沢区）- 浄土宗功徳寺末派

## 交通

### 道路
- 大門街道 - 古来より大門峠から北山、湖東、豊平村を経て永明村で甲州街道に合流する善光寺道または大門道と呼ばれる主要道路があり、明治期に諏訪郡会による郡費管理ののち、県道大門街道に昇格した。北山村内における当時の県道ルートは、湯川区寺上の筆塚から芹ヶ沢区水上を経て渋川を飛岡橋（1916年以前は現橋より約100m下流のお茶清水正面付近にあった）で越し、同区下島のお茶清水より段丘上に上がったのち、北山村・湖東村境沿いに南下して芹ヶ沢区角石で渋の湯道と合流していた（現在はすべて市道）。一方、湯川区寺上の筆塚から芹ヶ沢区城口の渋川橋北詰に至る「湯川道」は、旧来北山尋常高等小学校の校地東側にあったもの（現在の北山小学校校地内市道）を大正末期、児童の通学道路として小学校の南側に付け替えて整備したもので「新道（しんみち）」とも呼ばれ、1932年にはこの湯川道新道から渋川橋、湯殿坂、せいかん坂を経て角石地籍に至る芹ヶ沢集落経由ルートが飛岡橋経由に代わって県道大門街道に編入された。のち1955年に県道上田茅野線となり、1993年に国道152号に編入[注 39]。
- 穂積線 - 八ヶ岳茶臼山南方の大石峠（標高2185m）は近世から佐久郡大石村と諏訪郡芹ヶ沢村を結ぶ大石道があり、江戸時代には馬による物資輸送が行われ、明治以降に北山浦諸村で盛んになった養蚕業従事のための住み込み雇人が佐久側から入るルートにもなった（登山道として現存）。1927年以降の農村恐慌を受けた県の「救農土木事業」の一環として、1932年から1933年にかけて大石峠南隣の別の鞍部（標高2120m、現・麦草峠）を新たに開削して北山村より南佐久郡穂積村（現・佐久穂町）に至る道路の改修工事が行われ、北山村と湖東村の地域農民が従事した。北山村内では芹ヶ沢区四つ辻の国道（くにみち）地籍から糸萱区に至る「糸萱道」が相当し、工事後の1935年に県道穂積茅野線に昇格。のち県道野沢茅野線（1955年）、県道茅野佐久町線（1966年）を経て1982年に国道299号に編入[注 40]。

### 自動車路線
- 諏訪自動車株式会社（のち諏訪バス株式会社、現・アルピコ交通）
  - 池の平線（茅野駅－東白樺湖間、のち白樺湖線） - 茅野駅－湯川間は旧滝の湯自動車→東諏自動車線、1941年買収
  - 蓼科線（茅野駅－蓼科温泉間） - 湯川－プール平間は旧滝の湯自動車→東諏自動車線
  - 渋の湯線（茅野駅－渋御殿湯前間、のち奥蓼科線） - 旧渋の湯自動車線、1941年買収
- 日本国有鉄道中部地方自動車事務所下諏訪自動車営業所（旧・鉄道省名古屋鉄道局甲府管理部茅野自動車区、のち国鉄中部地方自動車局下諏訪自動車営業所）
  - 北山線（茅野－糸萱間・信濃松原－信濃湯川間・信濃湯川－蓼科間・信濃湯川ー池の平間） - 1943年開設の国鉄トラック路線。車扱貨物のみ取り扱い。開業時は茅野駅から日本鋼管諏訪鉱業所長尾根鉱区最寄りの糸萱駅の間と、途中の信濃松原駅から分岐する信濃湯川駅までの2区間で、戦後の1954年には信濃湯川駅から蓼科駅および池の平駅までの2区間が延伸開業した[注 41]。のち1967年4月30日に信濃湯川駅以遠を含む路線の一部休止が行われ、旧北山村内着発の貨物は芹ヶ沢区下小路の北山農業協同組合芹ヶ沢支所（県道茅野佐久町線芹ヶ沢交差点北西角、現存せず）内に設けられた「芹ヶ沢荷扱所」に集約された[52]。1983年に路線廃止。

### 鉄道路線
- 日本鋼管鉱業諏訪鉱業所茅野駅専用側線（花蒔─茅野間） - 延長約10キロ。軍需省の命で日本鋼管鉱業が敷設保有した茅野駅の特殊専用側線[32]で1944年末供用開始、1947年施設撤去。芹ヶ沢区下島（花蒔下）地籍にあった日本鋼管鉱業花蒔貯鉱場と茅野駅構内を結んだ（国鉄資料では花蒔貯鉱場の貨物を扱った国鉄トラック北山線信濃松原駅の名を採って松原－茅野間としている）。一般的な鉄道路線と異なり全線が茅野駅構内の貨物側線であったため、停車場も停留場もない簡素な路線であったが、「諏訪鉄山鉄道」とも俗称された。花蒔貯鉱場では貯鉱場下からいったん東方の芹ヶ沢区下原地籍の渋川左岸沿い（芹ヶ沢区子之社西）に設けた引き上げ線に列車を引き上げたあと、渋川に沿って下り勾配で米沢村塩沢区方面に向かうスイッチバック構造を採っていた。
  - 供用開始が大戦末期の輸送混乱期ですぐに鉱石輸送自体が不能となった上、1945年に入ると送鉱先である日本鋼管川崎製鉄所も原料不足による高炉休風が相次ぎ、結局全高炉が止まって1949年まで復旧できなかったことから、専用側線は供用開始以来ほぼ何の実績もないまま鉱業所休山中の1947年に日本鋼管が全施設を撤去した。用地は沿線自治体に無償譲渡され、北山村、米沢村、ちの町の町村道、のち茅野町道、茅野市道となったあと（通称・鉄山道路）、花蒔貯鉱場跡から米沢塩沢区にかけての区間を除くほぼすべてのルートが1963年供用開始の蓼科有料道路の一部に転用。1987年に一般道路となり県道（茅野停車場八子ヶ峰公園線）に編入された。
- 佐久諏訪電気鉄道線（柏原－茅野間） - 未成線。第1期線（信越線田中駅－中央線茅野駅間）の一部として1924年5月1日着工。延長4マイル。北山村内では芹ヶ沢、湯川、柏原の3か所に駅を設ける計画[53]で、芹ヶ沢区下島地籍の段丘上から下原地籍の渋川左岸に至る下り勾配の切り通し、下原から渋川右岸の同区水上地籍に至る渋川鉄橋橋脚建設および湯川区炭焼場地籍（北山尋常高等小学校校庭南東側）の上り勾配切り通し掘削工事が1929年ごろまで行われたが[54]、昭和恐慌により切り通し工事の途中で中断された[54]。
  - 湯川道（のち県道大門街道）に面した茅野方から掘削され途中で放棄された切り通しには1931年、北山尋常高等小学校高等科児童の手でカラマツ材とカヤを用いて屋根や囲いが設置され、修学旅行など学校活動に必要な費用補填を目的とした児童の「縄ない」の作業場として終戦時まで活用された[55]。炭焼場地籍の切り通し跡は戦後もため池として残っていたが1970年代半ばに埋め戻されて宅地に転用され、下原地籍段丘上の切り通し跡も用地転用のため埋め戻しが進んで1980年代半ばには痕跡を見いだせなくなり、共に現存しない。

## 名所・旧跡・観光スポット・祭事・催事
- 蓼科高原
- 奥蓼科温泉郷 - 横谷温泉

### 芹ヶ沢区・糸萱区
- 朝倉山城（塩沢城） - 戦国時代、大門街道入り口にあたる湯川区を見下ろす朝倉山（北山村芹ヶ沢区・米沢村塩沢区境界）山頂に設けられた武田家の砦。稜線沿いに堀切で分割された主郭などの郭群跡が残る。
- お茶清水 - 飛岡（現在の芹ヶ沢区水上、湯川区飛岡周辺）を通っていた戦国時代の大門道は武田家の「中の棒道」といわれ、のちの下島地籍にある湧水は信玄が茶を点てて飲んだと伝えられる。周辺は戦時中、日本鋼管鉱業諏訪鉱業所花蒔貯鉱場と専用線の貨物駅が設けられた。
- 休息石 - 芹ヶ沢区内の渋川橋に至る村道（のち県道上田茅野線、現・国道152号）と県道穂積茅野線（のち県道茅野佐久町線→国道299号、現・茅野市道）が分かれる四つ辻（現・芹ヶ沢交差点）にかつて存在した石。武田信玄が休息したとのいわれがあった。ここより北に渋川橋までの緩い下り坂は「湯殿坂」と呼ばれ、信玄が渋の湯の湯を運び入浴した言い伝えがある。またこの四つ辻から東の地籍である「国道（くにみち）」は、この場所で信玄が「国への道はいずれか」と尋ね、家来が東を示したことから名付けられたとされる。
- 冷山・渋の湯 - 八ヶ岳の冷山（つめたやま、標高2193m）は、川中島合戦後にこの地を訪れた信玄が「この水冷たし」と言ったことから名付けられたとされる。このとき信玄は湯川村滞在時に夢で湯谷権現を見たことから冷山の麓の渋の湯に登り、21日間（三廻り）泊まって回復したことから、「三廻り止める」にさんずいを付けた「澁の湯」と名付けたという。

### 湯川区

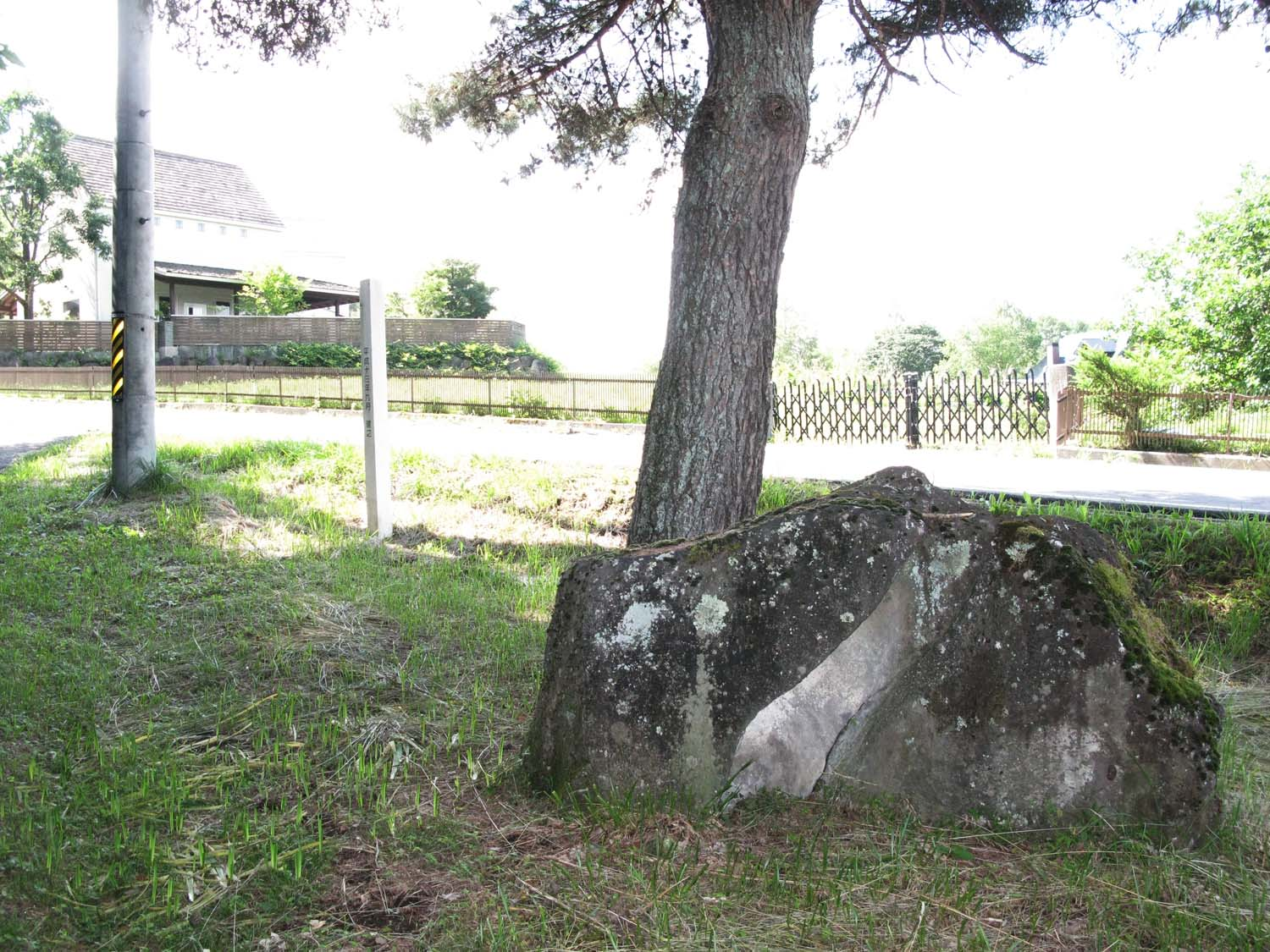
鬼石

- 上之段石器時代遺跡（英語版） - 湯川区集落の北方。尖石遺跡（豊平村南大塩区）・駒形遺跡（米沢村北大塩区）と並ぶ八ヶ岳山麓縄文遺跡を代表する遺跡の一つで、黒曜石産地であった和田峠・星糞峠の入り口に位置する。宮坂英弌が1936年に発掘調査を行い、畑の地下80センチメートルの場所に縄文時代中期の立体的把手と石囲炉址を発見した。晩期を中心に早期以降の縄文時代各期の土器が出土しているほか、平安時代にかけての遺物が多数出土している。尖石遺跡とともに1942年、国の史跡に指定。
- 原の城 - 戦国時代に飛岡橋より北方の湯川集落入り口に設けられた武田家の砦。北山小学校の西方一帯に相当する。軍勢の中継地や街道の関所として用いられたと見られ、大規模な掘り割りや土塁が設けられていた。
- 枡形城 - 戦国時代に原の城北方、滝ノ湯川左岸に設けられた武田家の砦。滝ノ湯川と「砦の沢」と呼ばれる東西に伸びる掘り割りに挟まれた台地に土塁や空堀を設けたもので、城門には武田家の城に特有の「丸馬出し」が設けられていた。付近には江戸時代、高島藩の関所が設けられた。戦後実施された耕地整理に伴い、砦の沢の一部が残る以外遺構は現存しない。
- 鬼石 - 湯川区から蓼科高原に上る古道・滝の湯道沿いにある石。上面に大きな鬼が浅間山から蓼科山へ一またぎした次の一歩の足跡が付いたとされている。のち横に蓼科有料道路が開削された。湯川区からの滝の湯道は、鬼石付近よりやや上で芹ヶ沢区からの滝の湯道と合流しており、以奥の滝の湯道は蓼科有料道路に転用された。この言い伝えでは、豊平村鬼場（鬼のさらに次の一歩の跡）、玉川村矢作神社（粟沢、神々が鬼退治のため矢を作った神社）、永明村矢ヶ崎（放った矢が飛んだ先）、宮川村茅野（矢を受けた鬼の血が流れた地）、米沢村埴原田（はいばらだ、鬼を焼いた灰に覆われた地）は、この時の一連の出来事に基づく地名とされる。
- だるま石 - 鬼石よりさらに上、滝の湯道（現・県道茅野停車場八子が峰公園線）とお鹿山（おしかやま、現・東急リゾートタウン蓼科＝鹿山財産区区有地）に入る道との分岐付近にある。立ち達磨と寝達磨の2つの石があり、旅人が寝達磨に腰を下ろしたところ、尻が石から離れなくなり、にらめっこしたが旅人が根負けして石にあやまったところ、自然への感謝の気持ちを忘れるなと石に諭された言い伝えがある。

### 柏原区
- 銭岩 - 白樺湖南岸より約100m上の別荘地内にあり、武田信玄が軍用金を埋めたという伝説があった。かつて炭焼きのために訪れた柏原区民が宋銭を発見している。
- 御座岩 - 白樺湖北岸。御座岩岩陰遺跡があり、下部の洞窟から縄文早期の遺物が発見されたが、洞窟部は白樺湖造営に伴い水中に没した。古東山道から信濃国府（上田）方面への道が分岐する古代交通の要衝で、諏訪明神が休んだ「御座岩」、武田信玄が北信濃出兵時に腰掛けた「腰掛岩」とも呼ばれる。